# The Kop
The Kop eller Spion Kop er i daglig tale navnet på en særlig sektion på Liverpools fodboldstadion, hvor fodboldklubbens særlig dedikerede fans stå eller sidder. Begrebet er særlig anvendt i Storbritannien.
Den første anvendelse af navnet "Kop" for en afdeling af et fodboldstadion var på Woolwich Arsenal's stadion Manor Ground i 1904.
I 1906 rapporterede Liverpool Echo's sportsredaktør, at navnet 'Spion Kop' var taget i brug for en sektion på Liverpool F.C.'s stadion Anfield. En lang række stadions til fodbold og rugby anvendte betegnelsen de følgende år.
Det er omdiskuteret, hvad der skal til for at udgøre en "kop". Størrelse og placering på stadion varierer, men der er som regel tale om et område bag det ene mål, hvor hjemmeholdets mest højlydte supportere befinder sig.
Ved samme lejlighed gav man tribunen et nyt navn: Spion Kop. Dette navn stammer fra Spioenkop, en høj i Sydafrikas Natalprovins. Her fandt et af de blodigste slag i den anden boerkrig sted i år 1900. 320 britiske soldater blev dræbt, mens 500 blev såret. Langt de fleste af dem kom fra Merseyside-området, så derfor var det meget naturligt at mindes dem på denne måde.

## Kops på stadions
| Stadion                              | Klub                  | Stand                              |
| ------------------------------------ | --------------------- | ---------------------------------- |
| Anfield                              | Liverpool             | Spion Kop                          |
| Arsenal Stadium                      | Arsenal               | Spion Kop (replaced by West Stand) |
| Central Park                         | Wigan Warriors RLFC   | The Kop                            |
| Baseball Ground                      | Derby                 | Popside Kop (The Popside)          |
| Bloomfield Road                      | Blackpool             | Mortensen Kop                      |
| Bramall Lane                         | Sheffield United      | The Kop                            |
| County Ground                        | Northampton Town      | Spion Kop                          |
| Deepdale                             | Preston North End     | Bill Shankly Kop                   |
| Elland Road                          | Leeds United          | The Kop                            |
| Filbert Street                       | Leicester City        | Spion Kop (Double Decker)          |
| Highfield Road                       | Coventry City         | The Spion Kop Terrace              |
| Hillsborough Stadium                 | Sheffield Wednesday   | Spion Kop                          |
| Home Park                            | Plymouth Argyle       | Spion Kop (demolished 2001)        |
| Knowsley Road(demolished 2011)       | St Helens RLFC        | The Kop (demolished 2011)          |
| Manor Ground                         | Woolwich Arsenal      | Spion Kop                          |
| Meadow Lane                          | Notts County          | Spion Kop                          |
| Oakwell                              | Barnsley              | Spion Kop                          |
| Prenton Park                         | Tranmere Rovers       | The Bebington Kop                  |
| Racecourse Ground                    | Wrexham               | The Kop                            |
| Recreation Ground                    | Chesterfield          | Spion Kop                          |
| St Andrew's                          | Birmingham City       | Spion Kop                          |
| Wilderspool stadium(demolished 2014) | Warrington RLFC       | Spion Kop (revet ned i 2014)       |
| King Power Stadium                   | Leicester City        | The Kop, Fosse Stand               |
| De Vijverberg                        | De Graafschap         | Spinnekop [kilde mangler]          |
| Windsor Park                         | Linfield / Nordirland | The Kop                            |

## External links
- The incredible story behind the Kop Guided by local historian Raymond Heron, BBC Sport's Mark Lawrenson visits Spion Kop in South Africa.